# Critics’ Choice Super Awards 2022
Die zweite Verleihung der US-amerikanischen Critics’ Choice Super Awards (englisch 2nd Critics’ Choice Super Awards), die jährlich von der Critics Choice Association (CCA) vergeben werden, fand am 17. März 2022 statt.
Die Nominierungen wurden am 22. Februar 2022 bekanntgegeben.

## Gewinner und Nominierte im Bereich Film
| Serie/Film                                | N | A |
| ----------------------------------------- | - | - |
| Spider-Man: No Way Home                   | 5 | 3 |
| Shang-Chi and the Legend of the Ten Rings | 5 | 0 |
| Keine Zeit zu sterben                     | 4 | 2 |
| Don’t Look Up                             | 4 | 0 |
| The Harder They Fall                      | 4 | 0 |
| The Suicide Squad                         | 4 | 0 |
| Dune                                      | 3 | 2 |
| Black Widow                               | 3 | 1 |
| Candyman                                  | 3 | 1 |
| The Green Knight                          | 3 | 1 |
| The Last Duel                             | 3 | 1 |
| A Quiet Place 2                           | 3 | 1 |
| Titane                                    | 3 | 1 |
| Free Guy                                  | 3 | 0 |
| Last Night in Soho                        | 3 | 0 |
| Gunpowder Milkshake                       | 2 | 0 |
| Malignant                                 | 2 | 0 |
| The House at Night                        | 2 | 0 |
| Nobody                                    | 2 | 0 |
| Schwanengesang                            | 2 | 0 |
| Zack Snyder’s Justice League              | 2 | 0 |

### Bester Actionfilm
Keine Zeit zu sterben (No Time to Die) – Produktion: Barbara Broccoli und Michael G. Wilson
Gunpowder Milkshake – Produktion: Alex Heineman und Andrew Rona
The Harder They Fall – Produktion: Lawrence Bender, Jay-Z, James Lassiter und Jeymes Samuel
The Last Duel – Produktion: Ben Affleck, Matt Damon, Jennifer Fox, Nicole Holofcener, Ridley Scott und Kevin J. Walsh
Nobody – Produktion: Braden Aftergood, David Leitch, Kelly McCormick, Bob Odenkirk und Marc Provissiero
Cash Truck (Wrath of Man) – Produktion: Ivan Atkinson, Bill Block und Guy Ritchie

### Bester Schauspieler in einem Actionfilm
Daniel Craig – Keine Zeit zu sterben (No Time to Die)
Dwayne Johnson – Jungle Cruise
Jonathan Majors – The Harder They Fall
Mads Mikkelsen – Helden der Wahrscheinlichkeit (Retfærdighedens ryttere)
Liam Neeson – The Ice Road
Bob Odenkirk – Nobody

### Beste Schauspielerin in einem Actionfilm
Jodie Comer – The Last Duel
Ana de Armas – Keine Zeit zu sterben (No Time to Die)
Karen Gillan – Gunpowder Milkshake
Regina King – The Harder They Fall
Lashana Lynch – Keine Zeit zu sterben (No Time to Die)
Maggie Q – The Protégé – Made for Revenge (The Protégé)

### Bester Horrorfilm
A Quiet Place 2 (A Quiet Place: Part II) – Produktion: Michael Bay, Andrew Form, Brad Fuller und John Krasinski
Candyman – Produktion: Ian Cooper, Jordan Peele und Win Rosenfeld
Last Night in Soho – Produktion: Tim Bevan, Eric Fellner, Nira Park und Edgar Wright
Malignant – Produktion: Michael Clear und James Wan
The House at Night (The Night House) – Produktion: David S. Goyer, Keith Levine und John Zois
Titane – Produktion: Amaury Ovise und Jean-Christophe Reymond

### Bester Schauspieler in einem Horrorfilm
Yahya Abdul-Mateen II – Candyman
Nicolas Cage – Willy’s Wonderland
Dave Davis – The Vigil – Die Totenwache (The Vigil)
Vincent Lindon – Titane
Cillian Murphy – A Quiet Place 2 (A Quiet Place: Part II)
Sam Richardson – Werewolves Within

### Beste Schauspielerin in einem Horrorfilm
Agathe Rousselle – Titane
Barbara Crampton – Jakob’s Wife – Meine Frau, der Vampir (Jakob’s Wife)
Rebecca Hall – The House at Night (The Night House)
Thomasin McKenzie – Last Night in Soho
Millicent Simmonds – A Quiet Place 2 (A Quiet Place: Part II)
Anya Taylor-Joy – Last Night in Soho

### Bester Science-Fiction- oder Fantasyfilm
Dune – Produktion: Cale Boyter, Joseph M. Caracciolo Jr., Mary Parent und Denis Villeneuve
Don’t Look Up – Produktion: Adam McKay und Kevin J. Messick
Free Guy – Produktion: Greg Berlanti, Adam Kolbrenner, Shawn Levy, Ryan Reynolds und Sarah Schechter
The Green Knight – Produktion: Toby Halbrooks, Tim Headington, James M. Johnston, David Lowery und Theresa Steele Page
Die Mitchells gegen die Maschinen (The Mitchells vs. the Machines) – Produktion: Kurt Albrecht, Phil Lord und Chris Miller
Schwanengesang (Swan Song) – Produktion: Mahershala Ali, Rebecca Bourke, Jonathan King, Jacob Perlin, Adam Shulman und Mimi Valdes

### Bester Schauspieler in einem Science-Fiction- oder Fantasyfilm
Dev Patel – The Green Knight
Mahershala Ali – Schwanengesang (Swan Song)
Timothée Chalamet – Dune
Leonardo DiCaprio – Don’t Look Up
Tom Hanks – Finch
Ryan Reynolds – Free Guy

### Beste Schauspielerin in einem Science-Fiction- oder Fantasyfilm
Rebecca Ferguson – Dune
Cate Blanchett – Don’t Look Up
Jodie Comer – Free Guy
Mckenna Grace – Ghostbusters: Legacy (Ghostbusters: Afterlife)
Jennifer Lawrence – Don’t Look Up
Alicia Vikander – The Green Knight

### Bester Superheldenfilm
Spider-Man: No Way Home – Produktion: Kevin Feige und Amy Pascal
Black Widow – Produktion: Kevin Feige
Eternals – Produktion: Kevin Feige und Nate Moore
Shang-Chi and the Legend of the Ten Rings – Produktion: Kevin Feige und Jonathan Schwartz
The Suicide Squad – Produktion: Charles Roven und Peter Safran
Zack Snyder’s Justice League – Produktion: Charles Roven und Deborah Snyder

### Bester Schauspieler in einem Superheldenfilm
Andrew Garfield – Spider-Man: No Way Home
John Cena – The Suicide Squad
Idris Elba – The Suicide Squad
Tom Holland – Spider-Man: No Way Home
Tony Leung – Shang-Chi and the Legend of the Ten Rings
Simu Liu – Shang-Chi and the Legend of the Ten Rings

### Beste Schauspielerin in einem Superheldenfilm
Florence Pugh – Black Widow
Gal Gadot – Zack Snyder’s Justice League
Scarlett Johansson – Black Widow
Margot Robbie – The Suicide Squad
Michelle Yeoh – Shang-Chi and the Legend of the Ten Rings
Zendaya – Spider-Man: No Way Home

### Bester Bösewicht in einem Film
Willem Dafoe – Spider-Man: No Way Home
Ben Affleck – The Last Duel
Ray Chase und Marina Mazepa – Malignant
Idris Elba – The Harder They Fall
Tony Leung – Shang-Chi and the Legend of the Ten Rings
Tony Todd – Candyman

## Gewinner und Nominierte im Bereich Fernsehen
| Serie/Film             | N | A |
| ---------------------- | - | - |
| Midnight Mass          | 6 | 1 |
| Evil                   | 6 | 0 |
| WandaVision            | 5 | 3 |
| Loki                   | 5 | 1 |
| Squid Game             | 4 | 3 |
| Snowpiercer            | 3 | 1 |
| Cobra Kai              | 3 | 0 |
| Foundation             | 3 | 0 |
| Hawkeye                | 3 | 0 |
| Heels                  | 3 | 0 |
| Servant                | 3 | 0 |
| Station Eleven         | 2 | 2 |
| Yellowjackets          | 2 | 2 |
| 9-1-1                  | 2 | 0 |
| A Discovery of Witches | 2 | 0 |
| Doom Patrol            | 2 | 0 |
| Dr. Death              | 2 | 0 |
| Kung Fu                | 2 | 0 |
| Lucifer                | 2 | 0 |
| Lupin                  | 2 | 0 |
| Resident Alien         | 2 | 0 |
| Star Trek: Discovery   | 2 | 0 |
| Superman & Lois        | 2 | 0 |
| The Witcher            | 2 | 0 |

### Beste Actionserie
Squid Game
9-1-1
Cobra Kai
Heels
Kung Fu
Lupin

### Bester Schauspieler in einer Actionserie
Lee Jung-jae – Squid Game
Mike Faist – Panic
Alexander Ludwig – Heels
Ralph Macchio – Cobra Kai
Omar Sy – Lupin
William Zabka – Cobra Kai

### Beste Schauspielerin in einer Actionserie
Jung Ho-yeon – Squid Game
Angela Bassett – 9-1-1
Kim Joo-ryoung – Squid Game
Queen Latifah – The Equalizer
Olivia Liang – Kung Fu
Mary McCormack – Heels

### Beste Horrorserie
Yellowjackets
Chucky
Dr. Death
Evil
Midnight Mass
Servant

### Bester Schauspieler in einer Horrorserie
Hamish Linklater – Midnight Mass
Adrien Brody – Chapelwaite
Mike Colter – Evil
Zach Gilford – Midnight Mass
Rupert Grint – Servant
Aasif Mandvi – Evil

### Beste Schauspielerin in einer Horrorserie
Melanie Lynskey – Yellowjackets
Lauren Ambrose – Servant
Katja Herbers – Evil
Christine Lahti – Evil
Kate Siegel – Midnight Mass
Samantha Sloyan – Midnight Mass

### Beste Science-Fiction- oder Fantasyserie
Station Eleven
Foundation
Resident Alien
Snowpiercer
Star Trek: Discovery
The Witcher

### Bester Schauspieler in einer Science-Fiction- oder Fantasyserie
Daveed Diggs – Snowpiercer
Henry Cavill – The Witcher
Matthew Goode – A Discovery of Witches
Jared Harris – Foundation
Lee Pace – Foundation
Alan Tudyk – Resident Alien

### Beste Schauspielerin in einer Science-Fiction- oder Fantasyserie
Mackenzie Davis – Station Eleven
Laura Donnelly – The Nevers
Sonequa Martin-Green – Star Trek: Discovery
Teresa Palmer – A Discovery of Witches
Jodie Whittaker – Doctor Who
Alison Wright – Snowpiercer

### Beste Superheldenserie
WandaVision
Doom Patrol
Hawkeye
Loki
Lucifer
Superman & Lois

### Bester Schauspieler in einer Superheldenserie
Tom Hiddleston – Loki
Paul Bettany – WandaVision
Tom Ellis – Lucifer
Brendan Fraser – Doom Patrol
Tyler Hoechlin – Superman & Lois
Anthony Mackie – The Falcon and the Winter Soldier

### Beste Schauspielerin in einer Superheldenserie
Elizabeth Olsen – WandaVision
Sophia Di Martino – Loki
Kathryn Hahn – WandaVision
Javicia Leslie – Batwoman
Gugu Mbatha-Raw – Loki
Hailee Steinfeld – Hawkeye

### Bester Bösewicht in einer Serie
Kathryn Hahn – WandaVision
Vincent D’Onofrio – Hawkeye
Michael Emerson – Evil
Joshua Jackson – Dr. Death
Jonathan Majors – Loki
Samantha Sloyan – Midnight Mass